# Instituto Tecnológico y de Energías Renovables de Tenerife
El Instituto Tecnológico y de Energías Renovables, S.A. (ITER), ubicado en la isla de Tenerife (Islas Canarias), es una empresa pública que desde 1990 viene desempeñando su labor en los campos de investigación y desarrollo de tecnologías para el uso de fuentes de energías renovables, implementación de nuevas tecnologías y medio ambiente. El instituto se encuentra participado mayoritariamente por el Cabildo Insular de Tenerife; además de CajaCanarias y el Instituto Tecnológico de Canarias. Recientemente ha sido galardonado con el premio Mundo Empresarial Europeo por su labor en defensa de la utilización de energías renovables.

## Objetivos
Energéticamente, una isla se caracteriza por su total dependencia del exterior, dado que normalmente no cuentan con fuentes de energía fósil propias. Esta dependencia puede reducirse significativamente mediante el uso de fuentes naturales propias del entorno, como pueden ser el sol y el viento, entre otras.
Tenerife, al igual que el resto de las Islas Canarias, depende en más del 95% del consumo de petróleo y sus derivados para la producción de energía. El ITER tiene el propósito de aprovechar las ventajas medioambientales, estratégicas y socioeconómicas del aprovechamiento de las fuentes renovables para la producción de energía.

## Áreas
Cuenta con tres áreas o divisiones: Renovables, Ingeniería y Medio Ambiente, y con varias instalaciones dedicadas a la difusión tanto de sus actividades como de información general sobre los distintos campos en los que investiga.

### Área de Energías Renovables
Entre las labores realizadas en el campo de las renovables destacan el desarrollo e implementación de sistemas tecnológicos para el aprovechamiento de las fuentes renovables, que ha servido como impulso al posterior desarrollo e implementación de estos sistemas en otros emplazamientos insulares.
Dentro de esta área, el instituto está dividido en varios departamentos: bioclimatismo, energía eólica, y energía solar, principalmente.

- El departamento de bioclimatismo se encarga del desarrollo y construcción de una urban del centro de visitantes. Al mismo tiempo, realiza una labor divulgativa sobre este tipo de desarrollos arquitectónicos.
- El departamento de energía eólica centra sus actividades en el estudio, mantenimiento y facturación de los diferentes parques eólicos que se encuentran en sus instalaciones. También se encarga de la gestión del único túnel de viento de circuito cerrado existente en las Islas Canarias.
- Las actividades del departamento de energía solar se centran en el estudio, implementación y desarrollo de la energía solar fotovoltaica. Tanto en la implementación de sistemas fotovoltaicos en la red de la isla como sistemas autónomos, así como en la fabricación de paneles fotovoltaicos.

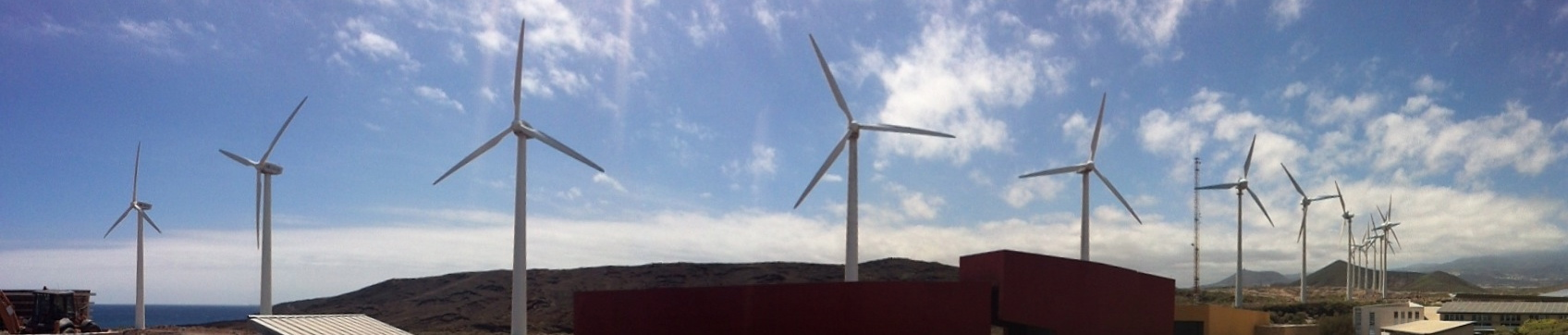
Parque eólico (Enercon E-40) ITER

### Área de Ingeniería
Formada por dos departamentos, centra su actividad en el desarrollo e implementación de las TIC en el ambiente insular. Así como en el desarrollo de equipos y prototipos necesarios para el resto de departamentos. Actualmente también se encuentra desarrollando el proyecto ALiX y ha ubicado en sus instalaciones el centro de procesamiento de datos D-ALiX.

### Área de Medio Ambiente
El área de Medio Ambiente desarrolla su trabajo en diversos campos:
- Vigilancia sísmico-volcánica, con el objetivo de reducir el riesgo volcánico.
- Estudio de la contaminación atmosférica, tanto por actividades humanas como las propias del entorno isleño.
- Estudio y evaluación de los recursos hídricos y exploración geotérmica.

## Localización
La sede del instituto se encuentra en el municipio tinerfeño de Granadilla de Abona, en el sur de la isla, junto al Polígono Industrial de Granadilla.

## Actividades
Las actividades realizadas por este Instituto contribuyen a mejorar los conocimientos de la población sobre el panorama energético en general y las energías renovables en particular, a favorecer el desarrollo de proyectos de investigación, formar a investigadores en los diversos campos de trabajo y a exportar los resultados obtenidos tanto al archipiélago canario como al resto del mundo.
Además desde 2005 es patrono de la Agencia Insular de Energía de Tenerife.